# Замок Вайербург
Замок Вайербург (нем. Schloss Weiherburg, реже нем. Weyerburg) — средневековый замок, расположенный на территории тирольского города Инсбрук, в районе Хёттинг, рядом с Альпийским зоопарком. Позднеготический замок-резиденция был построен по заказу местного аристократа Криштиана Тенцля около 1460 года — в связи с переездом герцогской резиденции из Мерано в Инсбрук. Около 1480 года Тенцль продал замок эрцгерцогу Австрии Сигизмунду. Эрцгерцог Фердинанд II расширил замок и основал зоопарк. В 1911 году власти города Инсбрук стали владельцами резиденции: она была восстановлена и отремонтирована в 1976—1978 годах.

## История
После того как в 1420 году граф Фридрих IV переместил свою резиденцию из Мерана в Инсбрук, тирольские дворяне и состоятельные граждане построили многочисленные резиденции в окрестностях новой столицы. Замок Вайербург был построен около 1460 года по заказу Криштиана Тенцля (Christian Tänzl), чья семья разбогатела благодаря добыче серебра в Шваце и владела также замком Трацберг. Замковая часовня в Вайербурге, посвящённая Святой Анне, была освящена в период между 1481 и 1513 годами. Она была украшена фресками Йозефа Штрикнера (Joseph Leopold Strickner, 1744—1826) около 1798 года.
Эрцгерцог Фердинанд II расширил замок и основал рядом зоопарк, ставший предшественником современного Альпийского зоопарка. После нескольких смен владельцев, в 1911 году город Инсбрук стал собственником резиденции; при мэре Алоисе Люггере, в 1976—1978 годах, городские власти профинансировали восстановление здания. Сегодня помещения замка служат для проведения культурных и общественных мероприятий; кроме того в замке расположен местный ресторан.